# Otto Kraus
Pour les articles homonymes, voir Kraus.
Otto Kraus, né le 17 mai 1930 à Francfort-sur-le-Main et mort le 24 octobre 2017 à Hambourg, est un arachnologiste et zoologiste allemand.

## Taxons nommés en son honneur
- Gastroxya krausi Benoit, 1962
- Scutpelecopsis krausi (Wunderlich, 1980)
- Galeodes krausi Harvey, 2002
- Philodromus krausi Muster & Thaler, 2004

## Quelques taxons décrits
- Chileotrecha romero (Kraus, 1966)
- Deinopis diabolica Kraus, 1956
- Hamataliwa cavata (Kraus, 1955)
- Hamataliwa circularis (Kraus, 1955)
- Kambiwa neotropica (Kraus, 1957)
- Liocranum giersbergi Kraus, 1955
- Lycosa salvadorensis Kraus, 1955
- Microdipoena jobi (Kraus, 1967)
- Mysmenopsis palpalis (Kraus, 1955)
- Odo keyserlingi Kraus, 1955
- Rhagodista Kraus, 1959
- Rhagodista diabolica Kraus, 1959
- Smeringopina Kraus, 1957
- Smeringopina beninensis Kraus, 1957
- Stegodyphus manaus Kraus & Kraus, 1992
- Stegodyphus nathistmus Kraus & Kraus, 1989
- Stegodyphus tingelin Kraus & Kraus, 1989
- Stichoplastoris angustatus (Kraus, 1955)
- Stichoplastoris longistylus (Kraus, 1955)
- Stichoplastoris schusterae (Kraus, 1955)
- Surazomus brasiliensis (Kraus, 1967)
- Surazomus cumbalensis (Kraus, 1957)
- Surazomus macarenensis (Kraus, 1957)
- Surazomus sturmi (Kraus, 1957)
- Trachelas cambridgei Kraus, 1955
- Trachelas quadridens Kraus, 1955
- Ummidia zilchi Kraus, 1955